# Schlacht bei Messines
Die Schlacht bei Messines, auch als Schlacht am Wytschaetebogen bezeichnet, war ein durch ein 17-tägiges Großbombardement auf die deutschen Stellungen eingeleiteter britischer Großangriff kurz vor der Dritten Flandernschlacht während des Ersten Weltkrieges. Die Artillerievorbereitung begann am 21. Mai 1917 in der Nähe von Mesen in Westflandern (auf vielen alten Karten ist Mesen noch als Meesen oder als französisch Messines bezeichnet), der Infanterieangriff erfolgte ab dem 7. Juni 1917. Besondere Bedeutung für das Gelingen der Offensive besaß eine Gruppe von Minen, welche die alliierten Truppen zuvor in teils mehrjähriger Arbeit unter die deutschen Stellungen vorgetrieben hatten und deren Explosion am ersten Angriffstag tiefe Lücken in die Reihen der Verteidiger riss.

## Vorgeschichte

### Das Kriegsjahr 1917

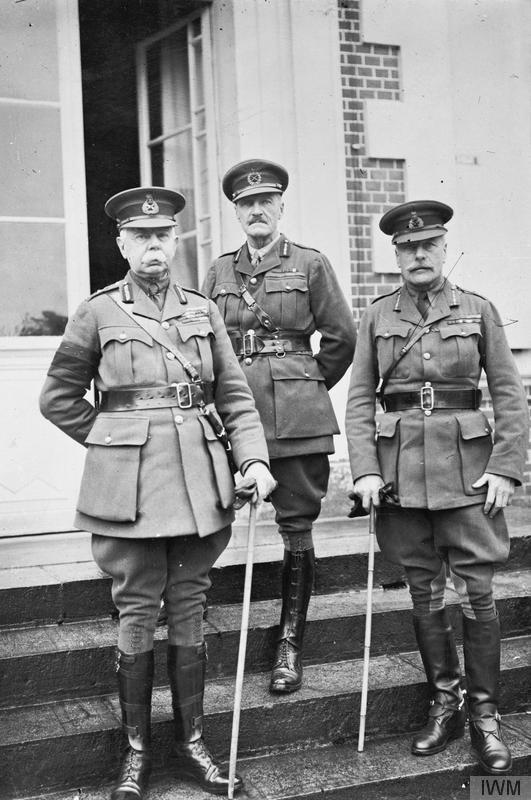
Herbert Plumer (links) und Douglas Haig (rechts) während der Flandernschlacht

Anfang 1917 war an der Ostfront weitgehend Ruhe eingekehrt, nachdem die Mittelmächte die russische Brussilow-Offensive zum Stehen gebracht und zudem einen Großteil Rumäniens erobert hatten. Die zunehmende Schwäche des Zarenreichs stellte die Entente vor ernste Probleme. Die Bestrebungen der Bolschewiki zur Übernahme der Macht von der nach der Februarrevolution entstandenen provisorischen Regierung wurden von Deutschland aktiv gefördert (→ Reise Lenins im plombierten Wagen).
Im März 1917 gelang den deutschen Truppen im Bereich der Somme, wo im Vorjahr die verheerende Schlacht an der Somme getobt hatte, ein fast ungestörter Rückzug auf die Siegfriedstellung, womit eine angesichts der schwindenden Kräfte dringend benötigte Frontverkürzung erreicht wurde (→ Unternehmen Alberich). Das Kräfteverhältnis an der Westfront insgesamt fiel dennoch nach Zahl und Größe der Divisionen inzwischen deutlich zugunsten der Alliierten aus, die auch an Artillerie und Munitionsnachschub für diese dem deutschen Gegner weit überlegen waren. Das von der 3. OHL Hindenburg–Ludendorff angeordnete Hindenburg-Programm hatte in dieser Hinsicht noch keine größeren Auswirkungen gezeigt. Allerdings wurde dies teilweise dadurch wettgemacht, dass die deutschen Armeen schon am Anfang des Krieges an vielen Punkten der Front dominierende Höhenpositionen besetzt hatten, die die Verteidigung wesentlich erleichterten, so auch im Ypernbogen.
Im April 1917 starteten die Alliierten an der Westfront zwei großangelegte koordinierte Offensiven, die auf der Chantilly-Konferenz vom November 1916 vereinbart worden waren. Die Briten griffen ab dem 9. April im Artois mit dem Ziel eines Durchbruchs auf Douai an (→ Schlacht bei Arras), die Franzosen eine Woche später am Chemin des Dames und in der Champagne (→ Schlacht an der Aisne). Der französische Oberbefehlshaber Robert Nivelle, ein Held der Schlacht um Verdun, war so weit gegangen, den Zusammenbruch der deutschen Westfront binnen weniger Tage vorherzusagen. Umso größer war die Enttäuschung unter den Truppen, als sich diese Erwartungen nicht erfüllten und rasch große Verluste eintraten. Dies führte auf französischer Seite zu einer schweren Krise. Es kam zu mehrmonatigen Meutereien, auf die die französische Militärführung mit harten Strafen reagierte.
Nachdem Deutschland den uneingeschränkten U-Boot-Krieg ab dem 1. Februar 1917 erklärt und damit die britische Marine unter Druck gesetzt hatte, erklärten am 6. April 1917 die USA Deutschland den Krieg.

### Planung
Der britische General Douglas Haig plante nach den Frühjahrsschlachten eine erneute Offensive im Raum Flandern. Das Ziel waren die deutschen U-Boot-Häfen bei Ostende und Zeebrugge, die, nachdem das Deutsche Reich den uneingeschränkten U-Boot-Krieg erklärt hatte, an Wichtigkeit gewannen. Um diese Häfen zerstören zu können, mussten die Alliierten erst einmal die deutschen Stellungen auf dem bis zu 84 Meter hohen Bergrücken von Wytschaete, von dem die Deutschen die tiefer gelegenen britischen Stellungen südlich von Ypern (Ieper) kontrollierten, ausschalten, da der weiter nördlich geplante Hauptangriff sonst unmöglich gewesen wäre.
Der Angriff richtete sich gegen den Wytschaete-Bogen als etwa 15 km langer Frontbogen, der sich südlich an den Ypernbogen anschloss und halbkreisförmig in das Gebiet der Alliierten hineinragte. Daher wird die Schlacht im deutschen Sprachgebrauch auch als die Schlacht am Wytschaetebogen bezeichnet. Am Wytschaete-Bogen lagen mit Messines (heute: Mesen) und Wytschaete (heute: Wijtschate) die namensgebenden Orte der Schlacht.

## Die Schlacht

Haubitze während der Schlacht bei Messines

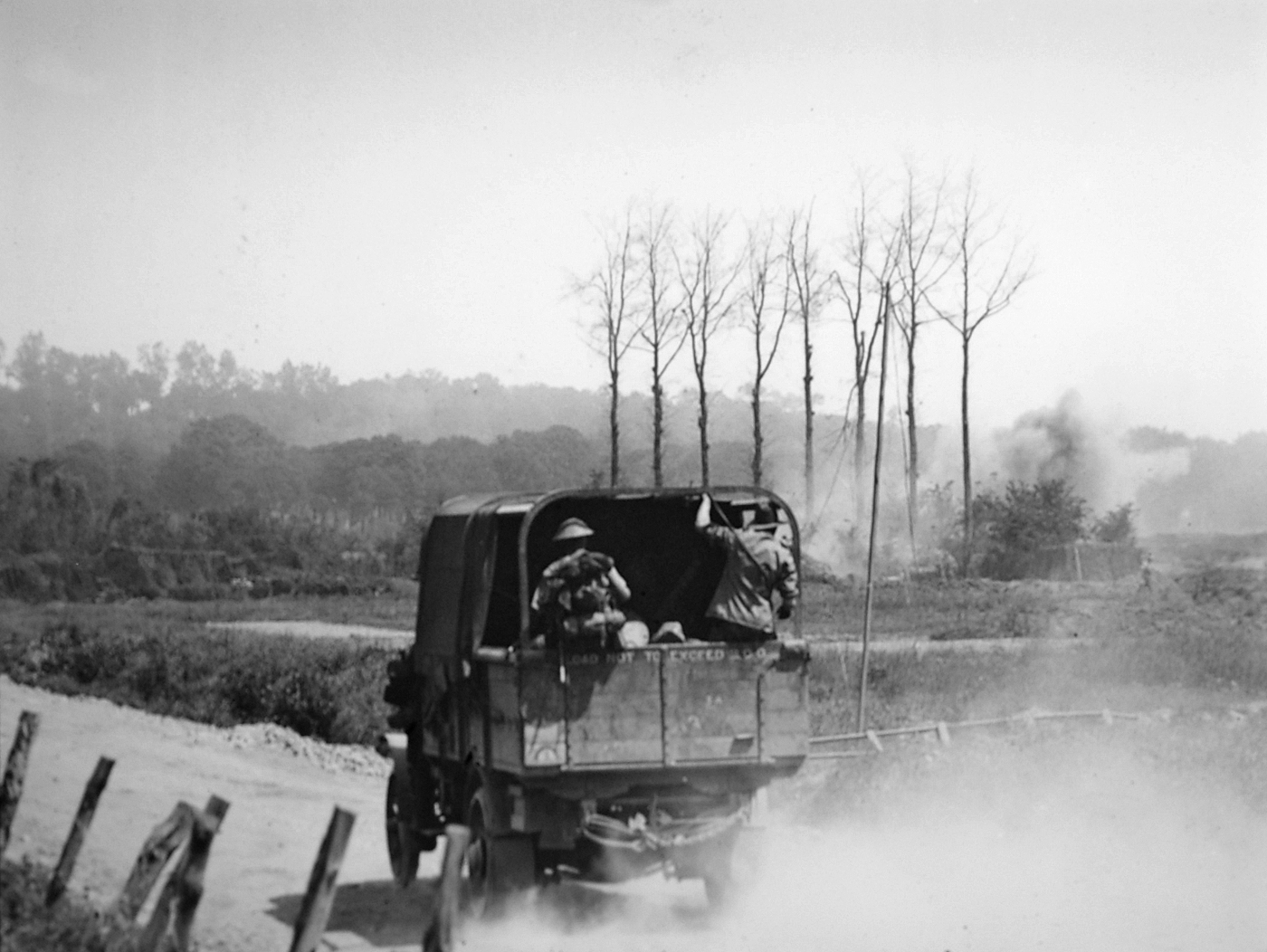
Australischer Lastwagen während eines Angriffs auf die ANZAC-Batterien in Messines

Am Morgen des 21. Mai 1917 eröffneten die Briten unter General Herbert Plumer mit 2.000 Geschützen den Angriff gegen den Wytschaetebogen. Die deutschen Stellungen wurden bis zum 7. Juni um 2:50 Uhr ununterbrochen beschossen. Die deutschen Befehlsstellen, Bunker und die Feldartillerie wurden größtenteils vernichtet. Durch das lange Bombardement waren die Deutschen aber gewarnt und hatten so Zeit, sich auf die Abwehr der Offensive vorzubereiten.
Die anschließende britische Großoffensive begann um 3:10 Uhr mit der Sprengung einer Gruppe von Minen. Durch die Explosionen entstanden 19 riesige Krater. Von den deutschen Truppen erlitt besonders die 3. bayerische Division schwerste Verluste; bis zu 10.000 Soldaten kamen dabei ums Leben. Die deutsche Verteidigung dieses Frontabschnittes brach zusammen.
Britische, kanadische, neuseeländische und australische Mineure hatten in 15 bis 30 Metern Tiefe innerhalb von zwölf Monaten Stollen unter die deutschen Stellungen gegraben und dort insgesamt 26 Minen platziert. Jede Mine bestand im Schnitt aus 21 t Sprengstoff, die größte Mine bei St. Eloi bestand aus 42 t. Bei dem damals verwendeten Sprengstoff handelte es sich um Ammonal, dessen Grundlage Ammoniumnitrat und Aluminium ist. Die Explosion der Minen bei Messines war das lauteste bis dahin von Menschen erzeugte Geräusch und konnte angeblich bis Dublin und von Premierminister David Lloyd George in der Londoner Downing Street No. 10 gehört werden; sie gilt als eine der größten nichtnuklearen Explosionen aller Zeiten. Eine Mine wurde von den Deutschen entdeckt und entschärft, zwei Minen zündeten nicht. Die Länge der Tunnel unter dem Schlachtfeld betrug an die 8.000 m und sie schlossen auch die heftig umkämpfte Höhe 60 mit ein.
Die Briten feuerten anschließend ein Trommelfeuer aus ca. 2.250 Geschützen auf die deutschen Stellungen. Neun alliierte Divisionen der britischen 2. Armee gingen zum Angriff über, drei weitere Divisionen waren als Reserve verfügbar. Der Einsatz von Giftgas und 72 Panzern unterstützten Plumers Vorgehen. Im nördlichen Abschnitt griff das X. Corps unter General Thomas Morland mit der 23., 41. und 47. Division an, dahinter die 24. Division als Reserve. Der Hauptstoß in der Mitte wurde vom IX. Corps unter General Hamilton-Gordon mit der 16., 19. und 36. Division geführt, in Reserve dahinter war die 11. Division verfügbar. Im Süden wurde das II. ANZAC Corps unter General Godley mit der britischen 25. Division links, der New Zealand Division (Generalmajor Andrew H. Russell) in der Mitte und der australischen 3. Division rechts angesetzt. Die 4. australische Division bildete dahinter die Reserve.
Die deutsche Verteidigung des angegriffenen Frontabschnittes brach schnell zusammen, innerhalb von drei Stunden war der Frontbogen eingenommen. Die deutsche Gruppe „Wytschaete“ unter General von Laffert wurde vollständig überrascht, 7.500 Soldaten gerieten in Gefangenschaft, die Restbesatzungen mussten sich kämpfend zurückziehen. Die in Reserve stehenden Eingreifdivisionen (7. Division und 1. Garde-Reserve-Division) konnten nicht schnell genug in das Geschehen eingreifen.
Auch die in den folgenden Tagen einsetzenden deutschen Gegenangriffe westlich von Comines blieben erfolglos, der Frontbogen fiel nach Einsatz der bereitgestellten Reserve-Divisionen in schweren Kämpfen bis 14. Juni vollständig in britische Hände.
Nach dem Verlust des Frontbogens von Wytschaete wurde das Generalkommando XIX. Armeekorps abgelöst, das neu als „Gruppe Wytschaete“ eingesetzte IX. Reserve-Korps unter General Dieffenbach rang mehrere Monate um den Erhalt der neuen Frontlinie westlich Warneton – Hollebeke – Zandvoorde. Am 26. Juni besetzte die bayrische 10. Division die Stellungen zwischen Klein Zillebeke, Hollebeke und Groene Linde. Rechts davon schlossen sich bis Herenthage die preußische 22. Reserve-Division und die bayerische 6. Reserve-Division an, links von ihr etablierte sich die „Gruppe Lille“ (II. Bayr. A.K.) mit der rechts eingesetzten hessischen 25. Infanterie-Division.

## Ergebnis und Nachwirkungen
Die Schlacht bei Messines gilt als erfolgreichste Offensive der Alliierten im Ersten Weltkrieg und stärkte die Moral der alliierten Truppen. Plumer wollte die Offensive weiterführen, wurde jedoch von Haig, der sich stattdessen auf die Dritte Flandernschlacht vorbereitete, zurückgehalten.
Bei der Schlacht wurden aus verschiedenen Gründen (beschädigte Zünder, veränderte Frontverläufe etc.) nicht alle Minen gezündet. Am 17. Juni 1955 löste die statische Elektrizität eines Gewitters die Explosion einer Mine unter einem Feld aus. Dadurch entstand ein Krater von 60 m Durchmesser und 20 m Tiefe. Außer einer getöteten Kuh und Schäden an Häusern gab es keine weiteren Zerstörungen. Es werden noch weitere Minen vermutet, eine davon direkt unter einem Bauernhof. Da die Gänge aber mittlerweile eingestürzt oder mit Wasser gefüllt sind, kann man heute nicht mehr zu dem Sprengstoff gelangen, um ihn zu entschärfen.